# José Matos (panamski piłkarz)
José Abdiel Matos Ortega (ur. 8 marca 2002 w Penonomé) – panamski piłkarz występujący na pozycji lewego obrońcy, reprezentant Panamy, od 2024 roku zawodnik hiszpańskiej Ibizy.